# Димитър Хаджиянев
Димитър Хаджиянев е български актьор.

## Биография
Роден е в гр. Харманли на 20 май 1922 г.

Завършва актьорско майсторство във ВИТИЗ „Кръстьо Сарафов“ в класа на проф. Филип Филипов през 1953 г.

Работи в Драматичен театър, гр. Русе (1954−1957).

В периода 1957-1990 г. играе на сцената на Драматичен театър „Ст. Бъчваров“ във Варна.
Там работи с имените режисьори като Леон Даниел, Вили Цанков, Борис Тафков, Гриша Островски, Любен Гройс, Станчо Станчев, Цветан Цветков, Крикор Азарян.

Носител на национални награди и държавни отличия.

Почива на 3 май 2005 г. в гр. София.

## Театрални роли
ТВ Театър
- „Милият лъжец“ (1981) (Джером Килти)
- „Неспокойна старост“ (Леонид Рахманов) (1978)

## Филмография
- Драгойчо (1987) – пътник
- Небе за всички (1987)
- Подарък в полунощ (2-сер. тв, 1984) - милионерът Али Бертие (във 2-ра серия)
- Военно положение (1986) – доктор Чернев
- Кристали (1981) – доктор Волф, австрийски професор
- Ударът (1981) – Адолф Бекерле
- Руският консул (2-сер. тв, 1981) – английският консул
- Похищението на Савоя ‎(1979)
- Тайфуни с нежни имена (3-сер. тв, 1979)
- Летище край морето (1978) - Кунмарчи, датската кинозвезда
- Всеки ден, всяка нощ (1978) – Гергин Досев
- По дирята на безследно изчезналите (4-сер. тв, 1978) – Йосиф Хербст, журналист и общественик
- Юлия Вревска (1978), 2 серии – бащата на Карабелов
- Допълнение към Закона за защита на държавата (1976) – Льофевр
- Магистрала (1975)
- Да изядеш ябълката (1975) - професор Стамов
- Зарево над Драва (1974)
- Синята лампа (10-сер. тв, 1974) – (в VIII с. „Кутия „Слънце““)
- Свобода или смърт (1969)
- Вула (1965)
- Маргаритка (1961) – режисьорът